# Alvaro Vitali
Alvaro Vitali (n. 3 februarie 1950, Roma, Italia – d. 24 iunie 2025) a fost un actor italian.

## Filmografie
- 1973 Pulbere de stele (Polvere di stelle), regia Alberto Sordi
- 1973 Gangsteri de ocazie (Anche gli angeli mangiano fagioli), regia Enzo Barboni
- 1974 Polițista (La poliziotta), regia Steno
- 1974 Parfum de femeie (Profumo di donna), regia Dino Risi